# Будинки зі шпилем (Маріуполь)
Будинки зі шпилем у Маріуполі (вул. Куїнджі, 35 і 48) — 2 житлових будинки, увінчані вежею зі шпилем, — одна із найбільш упізнаваних пам'яток міста. Розташовані біля Театральної площі на перетині проспекту Миру і вулиці Куїнджі. Збудовані 1953 року на місці колишнього міськвиконкому (будівлю було зруйновано під час Другої світової війни) за проектом київського архітектора Л. Яновицького з харківського інституту «Міськбудпроект». 2 будинки розділяє між собою проїжджа частина і тротуари вулиці Куїнджі. В 2000-х роках західний будинок зі шпилем було пофарбовано у білий колір (східний залишився природного цегельного кольору).
Будинки створено в традиціях сталінської архітектури: масивний рустований цоколь, арочні отвори в еркерах, колони і пілони іонічного ордера, ліпнина на стінах, кутові частини будинків вінчаються шпилями і фігурними парапетами. В центрі — 7-поверхова частина, до якої примикають 4-х і 5-типоверхові крила. Завдяки шпилям, будівлі є архітектурним акцентом перетину проспекту Миру і вулиці Куїнджі.

## Галерея

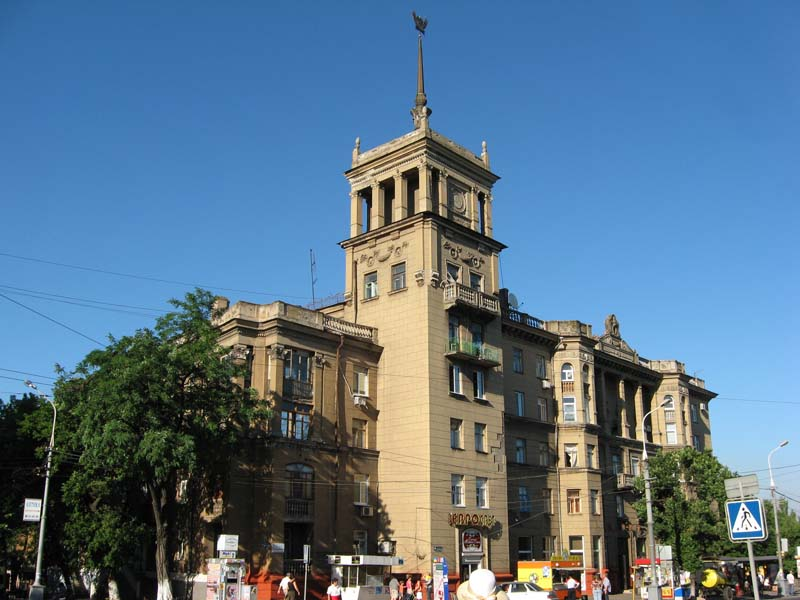
Східний будинок
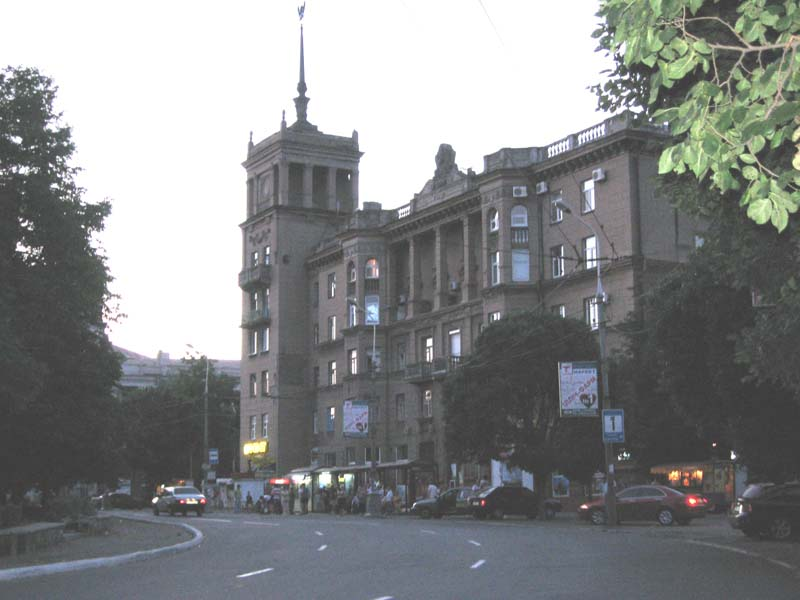
Східний будинок
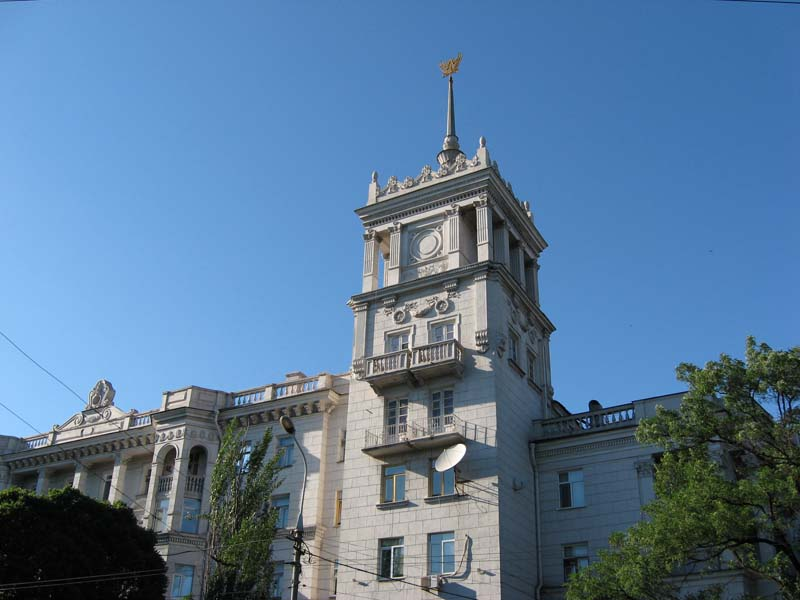
Західний будинок
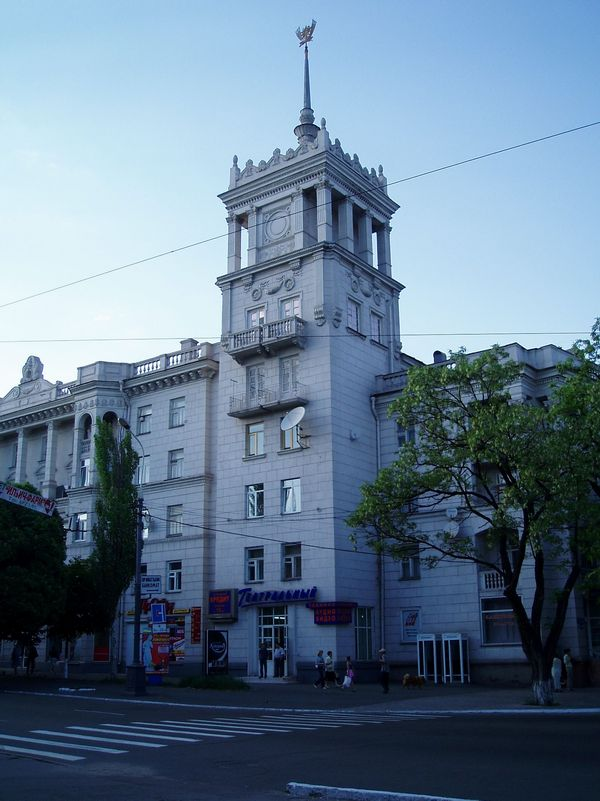
Західний будинок
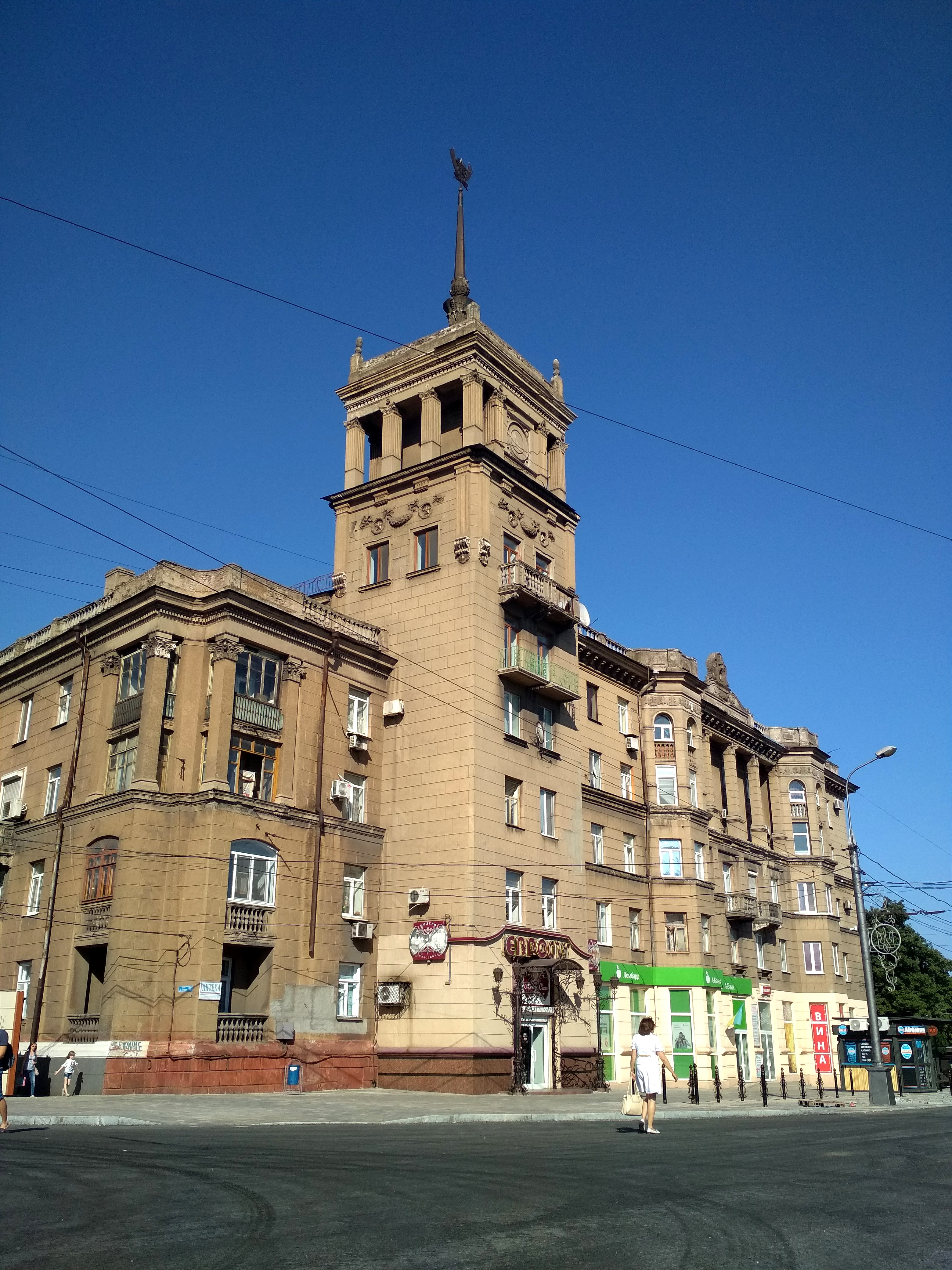
Східний будинок  (вид з боку драмтеатру)